# City Gym
City Gym är Sveriges äldsta gym vilken öppnades i januari 1959 i Ullevi, Göteborg. Gymmet grundades av den svenske kroppsbyggaren Henry Bergström. I behov av större lokaler flyttade gymmet till Valhallabadet 1984.
City Gym har idag förutom fria vikter, ett trettiotal koditionsmaskiner samt 75 styrkemaskiner. Gymmet har bland annat tillgång till simhallar och massagebehandlingar.